# Geografia d'Estrabó
La Geographica (Grec antic: Γεωγραφικά, Geōgraphiká) o Geografia és una enciclopèdia en disset volums dels coneixements geogràfics escrita en grec per Estrabó, un ciutadà educat d'ascendència grega de l'Imperi Romà. El treball podria haver-se començat no abans del 20 aC. Una primera edició es va publicar el 7 aC seguit per un buit temporal, es reprèn el treball donant vida a una edició final a tot tardar el 23 en l'últim any de la vida d'Estrabó. Estrabó probablement va treballar en la seva Geografia i alhora en l'extraviada Història, ja que Geografia conté una quantitat considerable de dades històriques. Excepte per parts del Llibre 7, ha arribat fins als nostres temps complet.